# AAX
AAX是一家於2022年終止服務的加密貨幣交易所。它是首家採用其技術夥伴倫敦證券交易所集團的Millennium交易平台撮合引擎的數字貨幣交易所，同時為首家加入倫敦證券交易所集團合作伙伴平台的交易所。AAX總部在香港，母公司登記在塞席爾。

## 歷史
AAX於2018年成立。
倫敦證券交易所的Millennium交易平台撮合引擎應用於超過40個金融市場，包括倫敦證券交易所、香港證券交易所、約翰尼斯堡證券交易所、新加坡交易所、TP-ICAP。
2022年11月12日，AAX宣稱因系統升級失誤，用戶數據出現異常，因而暫停提款服務。AAX希望7至10日內恢復營運。
2022年11月中加密貨幣交易平台AAX倒閉。
2022年12月16日，AAX官網網域關閉、平台停止服務，客戶無法登入戶口，查閱資產結餘，而位於香港北角的辦公室已停止運作，所有員工已被辭退及離職。
2022年12月香港警務處以欺詐及誤導警務人員拘捕當時37歲的前僱員及44歲顧問，疑犯被指涉嫌參與發放虛假信息。
2024年2月，Cyvers公司發現1月底時有24,000以太坊從相關帳戶被轉出，並利用跨鏈橋和去中心化交易平台洗錢。
2024年7月18日一名涉嫌管理相關虛擬貨幣交易平台的39歲男子入境香港時被捕，目前被暫控一項「盜竊」罪，案件於2024年7月20日上午在東區裁判法院提堂。

## 產品
A提供一站式加密貨幣交易服務，包P024年7月2場外易、幣幣交易、期貨合約交易、加密貨幣儲蓄及API交易。AAX的P2P及一鍵買幣平台讓用戶可以快捷安全地買賣加密貨幣，並支持超過二十種國際貨幣。
可在 AAX交易的主要加密貨幣包括: 
- 比特幣 (BTC)
- 以太坊 (ETH)
- Solana (SOL)（英语：Solana_(blockchain_platform)）
- Polkadot (DOT)（英语：Polkadot_(cryptocurrency)）
- Enjin (ENJ)
- Decentraland (MANA)
- Tron (TRON)
- 狗狗币 (DOGE)
- UniSwap (UNI)

## 外部連結
- 官方网站
- LSEG公告 （页面存档备份，存于）